# Mananthes
Mananthes là chi thực vật có hoa trong họ Acanthaceae.